# Lodewijck d'Herde
Lodewijck d’Herde (ook: Louwys, Louis de Herde, Ludovicus Herdius) (Gent  - West-Souburg 23 mei 1611) was een Vlaams predikant, voornamelijk actief op Walcheren, en vertrouweling van Filips van Marnix van Sint Aldegonde. D’Herde werd in 1595 de eerste predikant van West-Souburg. In 1598 nam hij deel aan de Tocht naar Prinseneiland (Ilha del Principe, in de Golf van Guinee).

## Afkomst en opleiding
Volgens F. Nagtglas stamde D’Herde uit een vooraanstaand Gents geslacht. Jona Willem te Water stelt hem ten onrechte gelijk aan Limnus de Herde, de ouderling te Vlissingen die door Prins Willem I naar Engeland werd gezonden in 1575. Lodewijck d’Herde werd op 13 december 1583 ingeschreven als student theologie in Leiden. In 1587 kreeg hij een vergoeding voor het vervangen van de absente predikant in Meliskerke. Daarna werd hij predikant van de kruisgemeente (onder 't cruyce) te Antwerpen, de stad waar Marnix van Sint Aldegonde tot 1585 buitenburgemeester was. Na de Val van Antwerpen verliet Marnix noodgedwongen de stad. Het is niet bekend wanneer D’Herde Antwerpen heeft verlaten en of zijn contacten met Marnix al stammen uit deze Antwerpse periode.

## Amanuensis van Marnix
In 1589 werd D’Herde voor een periode van één jaar aangesteld als amanuensis (assistent) van Filips van Marnix van Sint Aldegonde te West-Souburg. Zijn werkzaamheden bestonden met name uit "het kopiren van sekere stucken, die hij tot nutte van de kercke eertijts gemaeckt heeft… om t’ sijner tijt in drucke te laeten uijtgaen." Vermoedelijk gaat het hier om Marnix’ psalmberijming uit het Hebreeuws. Na het eerste jaar werd de aanstelling van  D’Herde met een jaar verlengd. Marnix stond echter op het punt West-Souburg te verlaten en ook Lodewijck d’Herde vertrok.

## Predikant

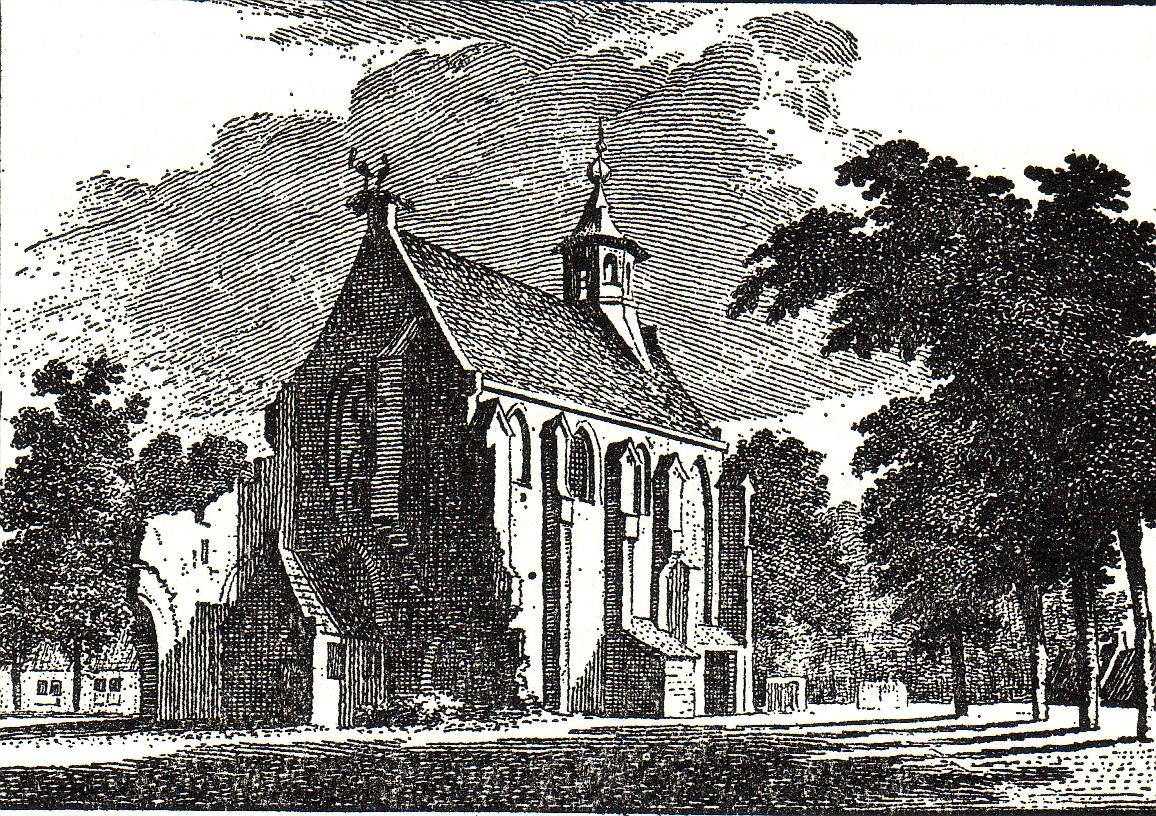
West-Souburg 1743

Eind 1590 werd D’Herde door de classis Walcheren voorgedragen als de opvolger van de zieke predikant in Grijpskerke, Bernard Pieterz.. Kennelijk had hij onder zijn collegapredikanten een goede reputatie, want zij omschreven hem in hun verzoek aan Gecommitteerde Raden als van “goede getuijgenisse van leere ende van leven”. Hij leidde de Nederduits Gereformeerde gemeente aldaar bijna vijf jaar. In maart 1595 werd hij, mede door toedoen van Marnix van Sint Aldegonde, beroepen te West-Souburg. Het kerkgebouw aldaar was, na herhaaldelijk aandringen door Marnix bij de Gecommitteerde Raden van Zeeland, eindelijk gerenoveerd. Hoewel zijn benoeming al op 1 mei zou zijn ingegaan, verrichtte D’Herde nog op 9 juli 1595 een doop in Grijpskerke.  In die gemeente werd hij opgevolgd door Joannes Panneel.

## Tocht naar het Prinseneiland

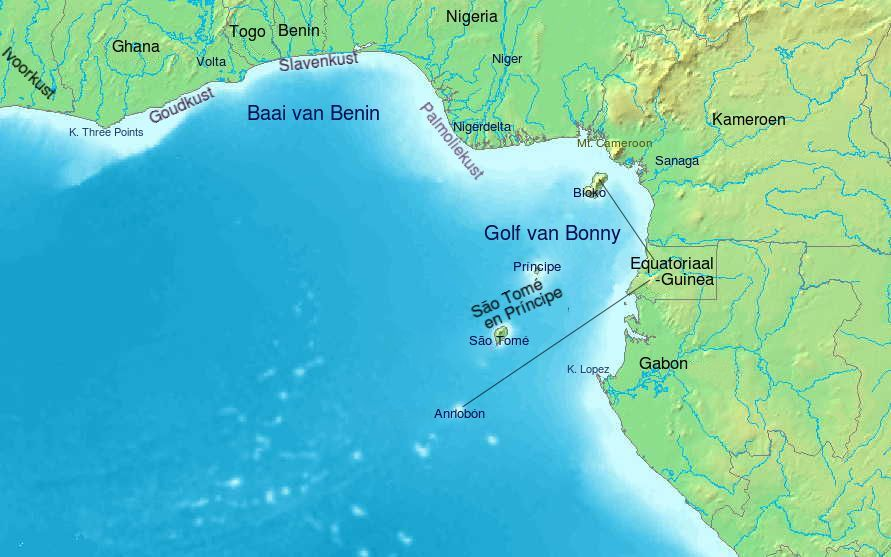
Overzichtskaart van de Golf van Guinee

Op 28 maart 1598 voer D’Herde op een van de vijf uitgezonden schepen van koopman Balthazar de Moucheron naar het Prinseneiland (Ilha del Principe), in de Golf van Guinee. Hij diende als vlootpredikant aan boord van het schip onder bevel van generaal Juliaen (van) Cleerhagen. Deze missie was onderdeel van de kolonisatieplannen van Willem Usselincx en Balthazar de Moucheron, die van harte werden gesteund door stadhouder Maurits van Oranje, Johan van Oldenbarneveldt en de Zeeuwse kerken. Het eiland zou als steunpunt dienen voor de verdere reis naar Nieuw-Spanje (Mexico en Peru), ook wel aangeduid met West-Indië. Enkele bronnen vermelden deze uitzending als zijnde "naer Indien".
Mogelijk had D’Herde zijn uitzending te danken aan een aanbeveling van Marnix bij De Moucheron, zoals Joosse vermoedt. Maar D’Herde en De Moucheron kenden elkaar ook rechtstreeks. Balthazar de Moucheron was in de jaren negentig van de zestiende eeuw eigenaar van Munnikenhof, de buitenplaats bij Grijpskerke. Op 4 september 1594 liet De Moucheron in de kerk van Grijpskerke een kind dopen door D’Herde.
Officieel was het doel van de reis de bekering van heidenen en de verbreiding van de religie, maar het was wel degelijk de bedoeling dat Cleerhagen het eiland zou innemen, "tot afbreuck van den Koninck van Spangie, om den selven oock in fijn afgelegene bezittinge den oorlogh aen te doen." De handelsbelangen speelden daarbij eveneens een grote rol: "Het [eiland] geeft overvloedig veel suyckers, en die seer goet, oock eenige Gengber, en taemelijck goeden toeback." 
De reis verliep niet voorspoedig en nam bijna vijf maanden in beslag (van 28 maart tot 9 augustus 1598), in plaats van de gebruikelijke twee. Na een soepel verlopen verovering, moesten ze het eiland toch verlaten, wegens het uitblijven van tijdige versterking. Slechts 100 van de 350  bemanningsleden brachten het er levend vanaf.
Voor D’Herde was zijn verblijf als predikant te Guinee allesbehalve succesvol. Hij verloor zijn boekenverzameling (een kist vol) en werd getroffen door "menichfuldighe ende zware crankheden" De ongemakken van het verblijf aldaar, zijn ziekte en het achterlaten van zijn vrouw en kinderen, vielen hem zwaar. Hoewel hij een vurig pleitbezorger was van "de voortplantinge van het evangelie", zag hij na terugkomst op Walcheren af van nieuw werk overzee. Hij raadde de autoriteiten aan om in de toekomst predikanten op soortgelijke missies beter te belonen. Kennelijk maakte hij de terugreis met een tussenstop in Brest, want D’Herde meldde de Gecommitteerde Raden dat hij in de Bretonse stad f 140 aan ziektekosten had gemaakt.
Hij keerde terug naar West-Souburg, waar hij predikant bleef tot zijn dood in 1611. Het Nederlands Archief voor Kerkgeschiedenis vermeldt echter nog een verblijf in de gemeente te Marck bij Calais in Frankrijk, tot 1602.

## Gezin
Lodewijck d’Herde was getrouwd met Lievingen Elaut. Zij is mogelijk dezelfde als de Vijntgen d’Herde die als getuige voorkomt in het doopboek van Grijpskerke (31 mei 1592 en 11 juni 1595). In Grijpskerke werden twee van hun kinderen gedoopt: Suzanna (1592) en Lodewijck (1593). Zoon Jacobus werd geboren in West-Souburg. Vóór de Grijpskerkse periode had het echtpaar ook al kinderen, want in 1598-1599 is er sprake van negen kinderen.
Door het vele verhuizen (D’Herde woonde achtereenvolgens in Middelburg, Antwerpen, Middelburg, Grijpskerke en West-Souburg) en het uitbreidende gezin, richtte hij regelmatig een verzoek aan de Gecommitteerde Raden voor financiële tegemoetkomingen, ook voor de kosten die hij maakte voor reizen namens de classis Walcheren, waarin hij de functies scriba, assessor en preases heeft vervuld. Door de afwezigheid van haar man in 1598 en 1599 stond zijn vrouw alleen voor de taak het huishouden, met inwonende schoonmoeder, draaiende te houden. Een eerder toegezegde toelage van 50 ponden bleef uit en ze moest zich in de schulden steken. Uiteindelijk kreeg ze het bedrag toch uitbetaald.
Ook Lodewijcks zoon Jacobus († 1649) werd predikant, eerst in Sint Maartensdijk en nadien te Oost-Souburg. Diens zoon Lodewijk (geb. 1633) was eveneens predikant, van de verenigde gemeente van Renesse en Noordwelle.